# BLUS
BLUS er en forening, hvis formål er at skabe et fagligt, socialt og kulturelt forum for homoseksuelle, biseksuelle, transkønnede og queer (LGBTQ) studerende på videregående uddannelser, især i hovedstadsområdet. BLUS holder til i Studenterhuset ved Rundetårn i København. 

## Historien
Foreningen blev oprettet i efteråret 1996, under navnet Homofæle Humanister A/S, deres formål var at samle penge til genopdagelse og beskyttelse af den kobbervingede mundspurv, og hvis ingen spurv blev opdaget, eller meldte sig selv, ville overskuddet gå til forskellige sociale arrangementer, for foreningens medlemmer. 
Den første fest, der blev afholdt i natværtshuset Never Mind i København var en stor succes. 
I februar 1997 udbrød der en strid om foreningens navn, og de ændrede det til BLUS – bøsse/lesbiske universitetsstuderende. Navnet blev i marts 2008 ændret til blot at være BLUS, da foreningen udover homoseksuelle også inkluderer biseksuelle, transkønnede og queer-studerende ved de videregående uddannelser.
En karakteristisk ting ved BLUS er foreningens tirsdagscaféaftener, hvor BLUS "overtager" Studenterhuset og holder caféen åben. På disse tirsdagsaftener er der skiftevis foredrag, udflugter, hygge, quiz, debatter og meget mere.
BLUS består udover bestyrelsen af forskellige udvalg, herunder et internationalt udvalg, et event-udvalg og et festudvalg, sidstnævnte et ad hoc udvalg der sammensættes for at arrangere BLUSfesterne to gange årligt med stor succes.
BLUS er desuden stiftende medlem af ANSO og tager 2-3 gange årligt på konferencer rundt omkring i Norden og resten af Europa.